# Le Calvaire (Antonello de Messine)
Le Calvaire – en italien Crocifissione di Cristo – est une peinture réalisée  en 1475 par le peintre italien Antonello de Messine. Cette huile sur bois représente le sommet du Golgotha pendant la Crucifixion, Marie et Jean demeurant seuls sous les corps des trois suppliciés, sur un sol jonché de crânes humains. L'œuvre est conservée au musée royal des Beaux-Arts d'Anvers, à Anvers, en Belgique.